# Lophothalaina
Lophothalaina là một chi bướm đêm thuộc họ Geometridae.